# Гайер, Пол
Пол Гайер (англ. Paul D. Guyer; род. 13 января 1948, Нью-Йорк, Нью-Йорк) — американский философ
, кантовед и специалист по этике и эстетике. Доктор философии (1974), именной профессор-эмерит Брауновского университета, где с 2012 года являлся первым в должности именного профессора Jonathan Nelson Professor of Humanities and Philosophy (преподавал по 2023 год). Также именной профессор-эмерит Пенсильванского университета.
Член Американской академии искусств и наук (1999) и членкор Афинской академии. Лауреат Международной премии Канта (2024).
В 1969 году получил степень бакалавра с отличием.
Докторскую степень получил в Гарварде — с диссертацией, посвященной эстетике Канта; что приведет его к первой собственной книге «Кант и претензии вкуса» (1979) по той же тематике. Учился у Стэнли Кэвелла и Джона Ролза.
Преподавал в Питтсбургском университете (1973-78) и Иллинойсском университете в Чикаго (1978-82), прежде чем перейти в Пенсильванский университет, где преподавал на протяжении тридцати лет, с 1982 по 2012. Там он состоял именным профессором Florence R. C. Murray Professor in the Humanities, также ныне эмерит. Являлся приглашенным профессором в Мичигане, Принстоне и Гарварде, а также президентом Американского общества эстетики и президентом Восточного отделения Американской философской ассоциации, многолетним председателем правления Североамериканского общества Канта.
Автор тринадцати книг о Канте, включая Kant and the Claims of Taste (1979), Kant and the Claims of Knowledge (1987), Kant (2006, second edition 2014), Kant’s Groundwork for the Metaphysics of Morals: A Reader’s Guide (2007), Knowledge, Reason, and Taste: Kant’s Response to Hume (2008), Virtues of Freedom (2016), Kant on the Rationality of Morality (2019), Reason and Experience in Mendelssohn and Kant (2020). Редактор шести антологий о творчестве Канта, включая три Cambridge Companions, также переводчик Critique of Pure Reason, Critique of the Power of Judgment и Notes and Fragments в Cambridge Edition of Kant, генеральным редактором которого являлся с 1986 по 2016 год. A. N. Bunch в Choice называл его труд «Кант» самой полной книгой о «критической философии» Канта, написанной на английском языке.